# 在柏林国会大厦扬起红旗

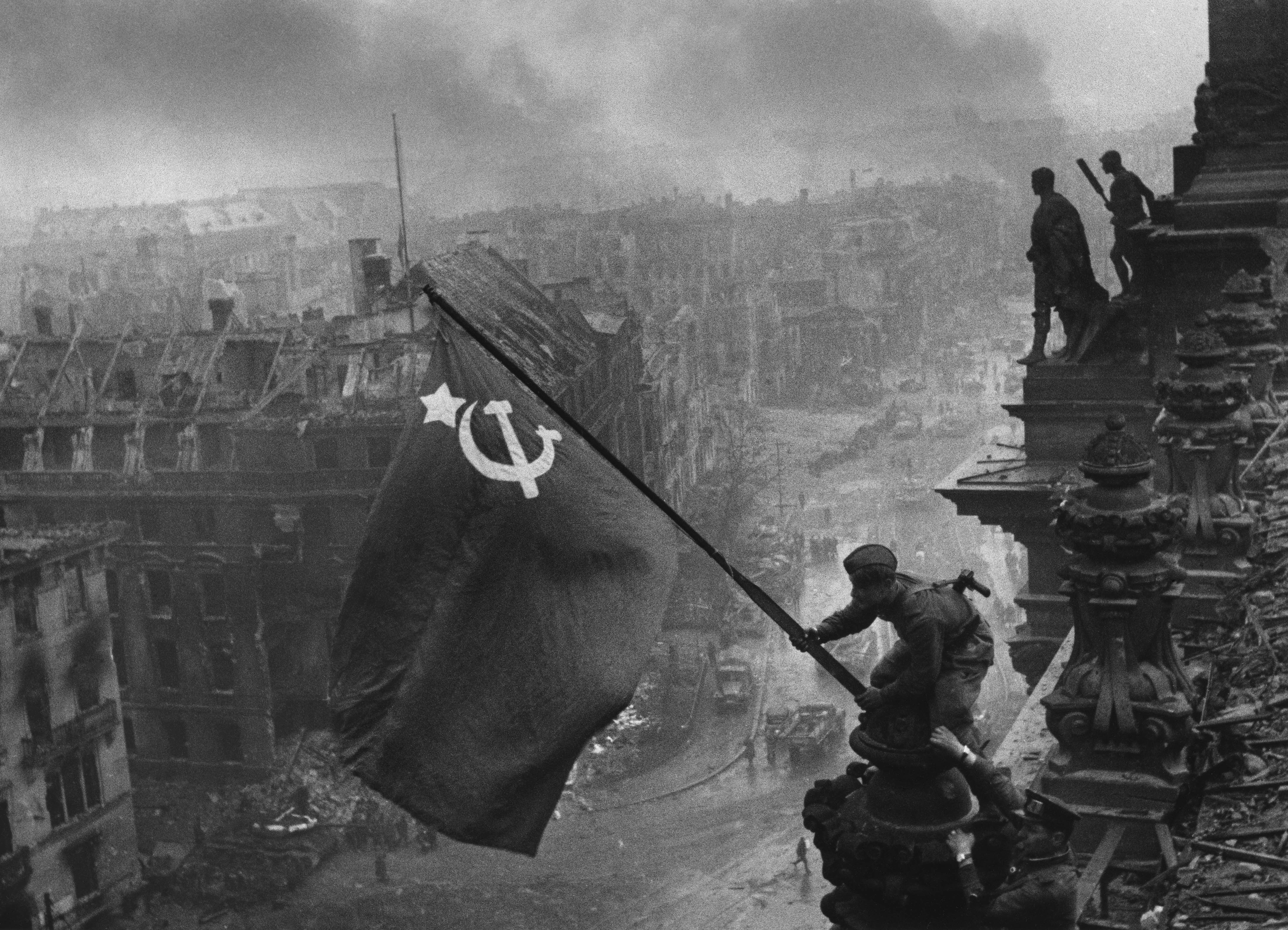
德國國會大廈屋頂升旗，攝於1945年5月2日

在柏林国会大厦扬起红旗（羅馬化：Znamya Pobedy nad Reykhstagom）是柏林战役期间拍攝的照片，摄于1945年5月2日，记录下了两名苏联战士在柏林德国国会大厦楼顶扬起苏联国旗这一历史事件。此后该照片曾出现于大量出版物，成为公认的第二次世界大战著名照片。由于苏联战时媒体的机密性，照片中人物的真实身份一直存在争议，唯独没有疑点的就是照片摄影师是叶甫根尼·阿纳耶维奇·哈尔岱，他拍下的这张照片成为了苏联战胜纳粹德国的象征符号之一。

## 背景
第二次世界大战欧洲战场的最后一场主要战役就是柏林戰役，此战役在苏联的战略规划中是属于柏林战略攻势的一部分。1945年4月16日，柏林战役打响，苏军在維斯瓦河-奧得河攻勢中取得突破后，柏林已完全暴露在他们面前，此后苏联红军势如破竹，日均行军30-40千米。最终其攻势在柏林市戰役的硝烟中达到最高峰，从4月20日到5月2日，苏联人和德国人让柏林这座城市成为了人类历史上的一座大屠宰场。
德國國會大廈建于1894年，是德国国家立法机构的常设驻地，也是全德国最具标志性的建筑物，在当时国会大厦的建筑结构堪称完美。国会大厦在德国历史当中具有重要地位，亦被红军视作法西斯的象征。但对纳粹党人来说却认为国会大厦象征着民主制与代议制政府的软弱。1933年，纳粹党炮制的国会纵火案令大厦严重受损，到1945年时，这座建筑已经停用了12年，可以说纳粹政权存世的12年里，国会大厦一直荒废。虽然希特勒上台后，德国立法机构开会的次数越来越少，但这个机构依然存在，本应由国会大厦承办的会议全部改在附近的克罗尔歌剧院举办。苏军在与德军的激烈交战过后，于1945年5月2日完全控制国会大厦。

## 照片的拍摄
德国国会大厦被一些人视为德国的国家象征和核心，亦是柏林最具象征性的目标。由于当年战况激烈，因此插旗时的具体情况比较模糊。斯大林在4月30日给红军下了命令，必须在五一国际劳动节前拿下国会大厦。起初，两架苏军飞机向已经支离破碎的国会大厦穹顶空投了数面红旗，似乎有一部分的确落在了目标上。另外，苏军司令部也收到了几封消息，称第380步枪团的M.M.Bondar和756团的V.N.Makov上尉这两人都能赶在4月30日天黑前在国会大厦升起红旗。格奥尔基·康斯坦丁诺维奇·朱可夫接到上述报告后，发布声明，称自己的部队已经占领国会大厦，并且已经在上面升起了苏联国旗。战地记者们闻讯赶到后，根本没在现场看到哪怕一个苏军士兵冲入国会大厦，所有人都被德军火力压制在建筑外围。1945年4月30日22:40，经过大厦内外的激烈交火，时年23岁的红军士兵拉希姆然·科什卡尔巴耶夫爬上大厦，将红旗插到了日耳曼妮娅（德国民族的拟人化象征）的桂冠上。当时天已经黑了，没人拍下库什恰尔巴耶夫的壮举。次日，德军将那面红旗拔掉。最终在5月2日，红军完全控制国会大厦。
1945年5月2日，叶甫根尼·阿纳耶维奇·哈尔岱走进国会大厦，所有納粹德國的人員已被肃清，他得以随意挑选拍摄场地。这位摄影师携带的国旗是由他的叔父用三块桌布缝成的，面积相当之大，目的就是带到柏林，留下一张名垂千古的照片。苏联官方后来公布的说法是，一位格鲁吉亚士兵Meliton Kantaria和一位俄罗斯士兵米哈伊爾·葉戈羅夫是由上级挑选出的插旗手，率先插下日后被称为胜利旗的官方红旗，使这张照片里的人常被混淆为一定有他们两个。另外也有学者表示，出于政治原因，照片中插旗的军人的身份被改动过，真正插旗的那人名叫Aleksei Kovalev。而哈尔岱则说，他来到国会大厦时仅仅是随机找到几名过路的军人，让他们摆拍了那张照片 。当时在房顶上一共有四人，其中也包括摄影师本人，插旗的士兵姓Kovalev，时年18岁，军衔为一等兵，来自基辅；另两人则是来自达吉斯坦的Abdulkhakim Ismailov和来自明斯克的Leonid Gorychev（部分资料也称其是‘Aleksei Goryachev’），當然这是哈尔岱自己的说法。拍摄照片用的照相机是35毫米f3.5镜头的莱卡III旁轴相机。

## 后续
1945年5月13日，《星火》期刊刊登了叶甫根尼·阿纳耶维奇·哈尔岱的照片。然而其实还有很多摄影师曾对国会大厦顶上的红旗拍下照片，而且绝不仅仅只有一面苏联国旗飘扬在国会大厦之上，但最后只有叶甫根尼·阿纳耶维奇·哈尔岱的那张照片广为人知。

### 修改

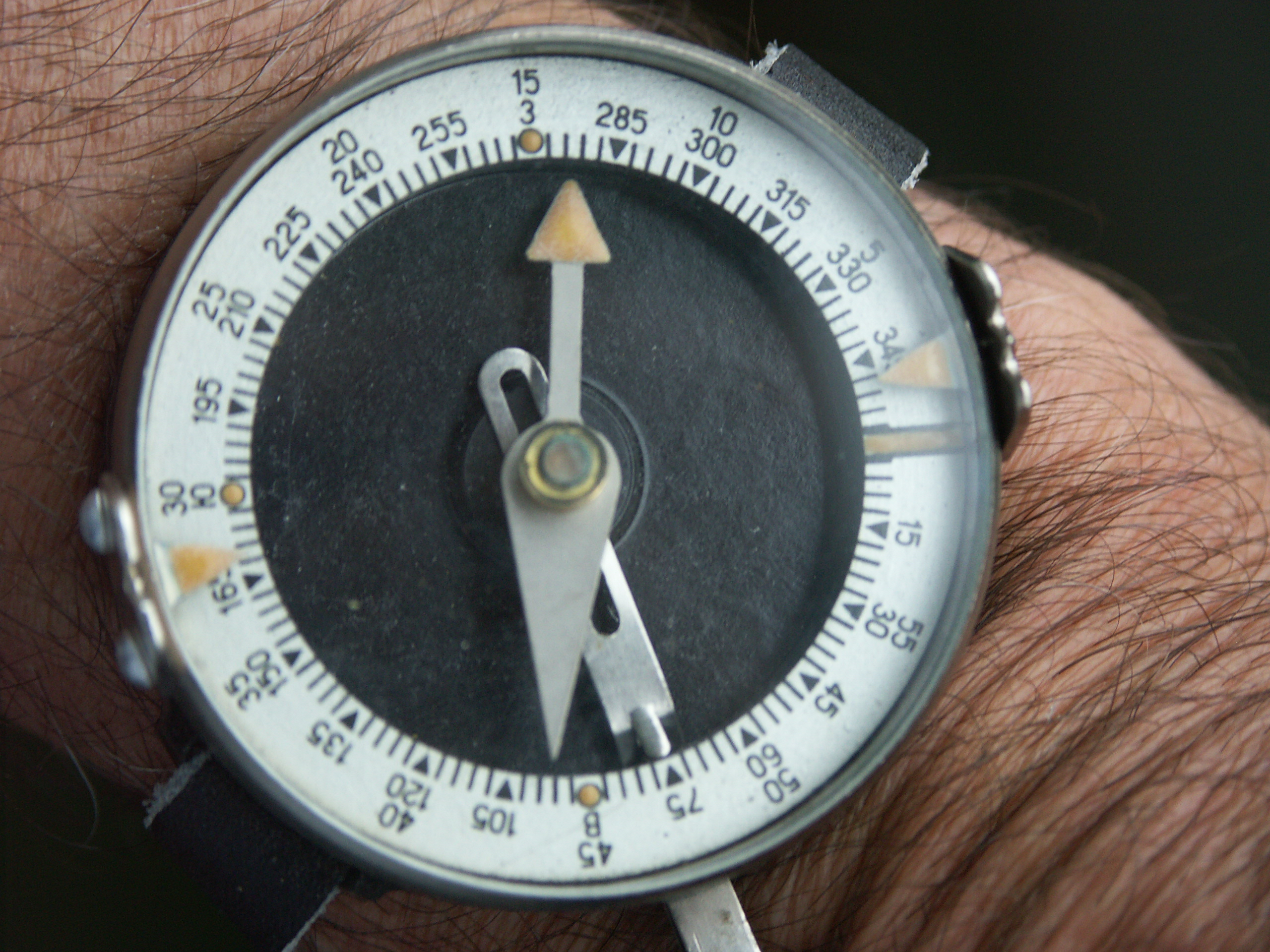
一块苏联军用指南针

叶甫根尼·阿纳耶维奇·哈尔岱拍完照片后，马上返回了莫斯科。应《火星》主编的要求，哈尔岱去掉了底片中正在支撑插旗者的Ismailov手腕上的一块看起来很像手表的物体，因为Ismailov的两个手腕上都戴着表，意味着他可能掠夺过财物，这是一桩死罪。于是，Ismailov右手手腕上的表就被哈尔岱用针刮掉了。后来有人称那块多出来的手表其实是苏军的Adrianov罗盘，但无论是手表还是罗盘，当时哈尔岱为了避免争议而修改了底片，还为了渲染出临场感，把另外一张照片里的硝烟挪到了这张照片的背景中。